# Jacques Leuil
Jacques Leuil est un critique littéraire belge, traducteur à la Commission européenne de Bruxelles.
Il est, notamment, l'auteur de critiques littéraires dans Art Press.

## Critiques littéraires
- Orion Scohy, Volume, Éditions POL in Art Press, octobre 2005, (p. 72)
- Thomas Lélu, Je m'appelle Jeanne Masse, éditions Léo Scheer, in Art Press, octobre 2005, (p. 72)

## Articles
- « Réinjecter de la pornographie au cinéma », entretien avec Isabelle Regnier, Le Monde, 24 avril 2007